# Expoziția Tinerimii artistice din anul 1912

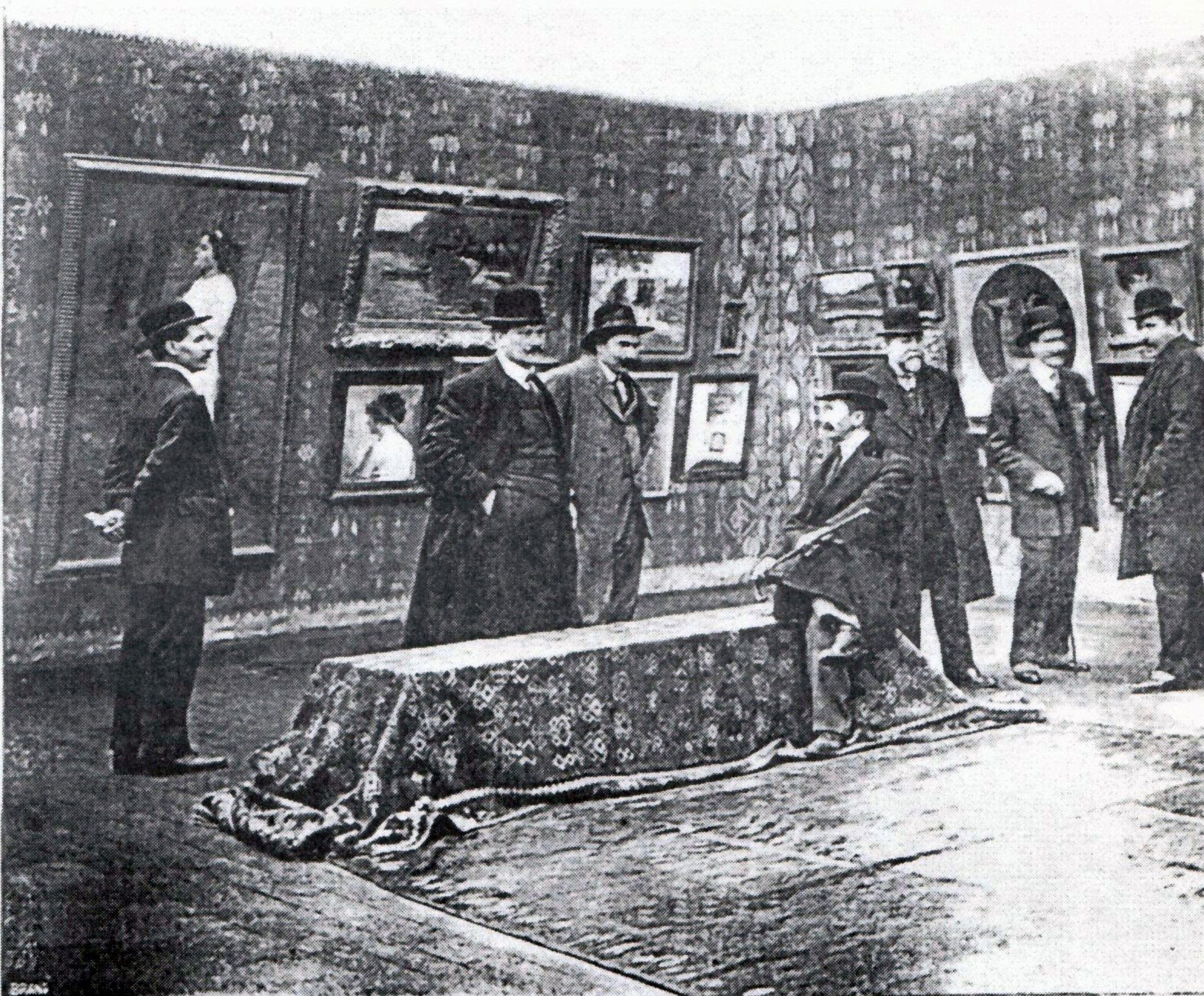
Imagine din timpul Expoziției din anul 1912

Expoziția Tinerimii artistice din anul 1912 a fost cea de a douăsprezecea manifestare expozițională a Societății Tinerimea artistică. Deschiderea ei s-a făcut în primăvara anului 1912 la Panorama Grivița din București și i-a avut ca principali actori pe Constantin Aricescu, Ipolit Strâmbulescu, Kimon Loghi, Ștefan Popescu, Arthur Verona, Nicolae Grant, Nicolae Vermont, Gheorghe Petrașcu, Frederic Storck, Ștefan Luchian, Dimitrie Paciurea și Oscar Späthe.

## Deschiderea manifestării
În anul 1912 a avut loc cea de a douăsprezecea manifestare expozițională a Tinerimii artistice sub cupola Panoramei Grivița.  Expoziția s-a dovedit a fi o reușită sub toate punctele de vedere. Participanții au fost următorii:
- Nicolae Grigorescu - ca vârf de afiș, au fost prezente treizeci de tablouri care făceau parte din colecția lui Alexandru Vlahuță. Cele mai cunoscute au fost Scara de la Mănăstirea Căldărușani, Un portret, Interior de pădure, O țigancă, Pensulele pictorului, Perspectivă de uliță din Vintre și Fontainebleau.
- Frank Brangwyn - maestru al desenului, a expus în sala a IX-a o serie de gravuri. Presa a consemnat că toate lucrările artistului au fost achiziționate de amatorii de artă. Societatea Tinerimea artistică a cumpărat lucrarea intitulată La edec și a donat-o pinacotecii din București.
- Carol Popp de Szathmari - într-o sală separată, ca expoziție retrospectivă. Au fost prezente o serie de acuarele cu vederi și tipuri românești de la jumătatea secolului al XIX-lea.
- Gheorghe Petrașcu - a participat cu circa patruzeci de tablouri cu peisaje expuse într-o sală aparte.
- Constantin Aricescu - cu o serie de peisaje.
- Constantin Artachino - a adus trei lucrări din care a fost menționată de cronică cea denumită Reverie.
- Ludovic Bassarab - cu circa doisprezece lucrări, din care vreo zece au fost miniaturi.
- Nicolae Grant - cu acuarelele sale, considerate în acea epocă - adevărate capodopere.
- Kimon Loghi - a venit cu picturi cu peisaje de toamnă, fără să fi adus nicio compoziție,
- Ștefan Luchian - cu multe tablouri cu flori și pasteluri. Presa a menționat succesul de vânzări al artistului. El a vândut toate lucrările pe care le-a expus pe simeze.
- Nicu Mantu - pictor animalier, medaliat la Munchen, a prezentat tablouri cu vite.
- George Mărculescu - cu interioarele sale obișnuite.

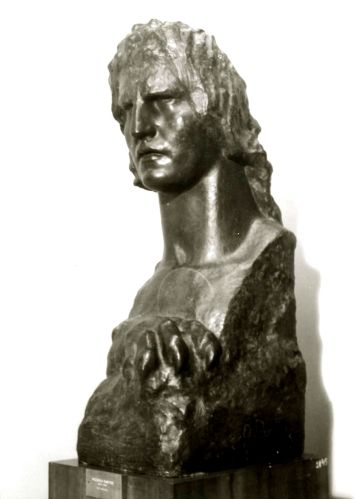
Sfinxul - de Dimitrie Paciurea

- Ary Murnu - cu două studii, interesante prin modul de tratare a lor, și un panou decorativ. a avut și o serie foarte apreciată de acuarele.
- Jean Neylies - cu mai multe tablouri din care s-au remarcat Curtea de Argeș, La Sfânta Mărie și scene din bâlciuri și scene religioase.
- Oscar Obedeanu - a expus un singur tablou cu tematică istorică - Asaltul de la Grivița.
- Theodor Pallady - cu mai multe lucrări, remarcate în epocă fiind nudurile - vezi Voluptate.
- Ștefan Popescu - cu multe peisaje în ulei și creion.
- Arthur Verona - cu peisaje și fragmente de compoziție. Remarcate au fost tripticul intitulat La seceră și tablourile La înnălbit și Spartul horii. A prezentat și portrete, flori, peisaje mici și mari.
- Jean Alexandru Steriadi - cu peisaje și schițe de la Cernavodă.
- Alexandru Satmari - cu interioare și peisaje.
- Ipolit Strâmbulescu - a expus o serie de capete de expresie și diferite armonii de culoare.
- Nicolae Vermont - a prezentat o compoziție religioasă și o mulțime de interioare și lucrări de gen.
- Dimitrie Paciurea - cu Adormirea Maicii Domnului. Lucrarea a fost comandată de familia Stolojianu pentru cavoul mortuar propriu. Macheta acestuia a fost realizată de arhitectul Clavel. Paciurea a prezentat și lucrarea Sfinxul ce a fost achiziționată de către statul român. A mai expus și busturile pictorilor Ștefan Luchian și Voinescu-Ciau.
- Oscar Spathe - a adus trei busturi din marmură și bronz și un studiu de mausoleu.
- Sculptorul Christescu - a venit cu studii de cai și cu medalii.
- Alți artiști care au expus lucrări au fost - Petre Bulgăraș, Leon Biju, R. Canisius, Sofronie Constantinescu, Rodica Maniu, Manea, Mutzner, Mironescu, Gore Mircescu, Poitevin-Scheletti, Pavel Popescu, Elena Popea, Maria Protopopescu, Dimitrie Serafim, Eduard Săulescu, Francisc Șirato, I. Steurer, Maria Steurer, D. Stoica, Schweitzer Cumpăna, Segal, Viorel Lascăr, Ion Theodorescu-Sion și alții.